# Sheol (album)
Sheol er det tredje album fra det svenske melodiske black metal-band Naglfar der blev udgivet i 2003. Efter indspilningerne forlod vokalisten Jens Rydén bandet.

## Numre
1. "I Am Vengeance" – 5:16
2. "Black God Aftermath" – 6:28
3. "Wrath of The Fallen" – 4:52
4. "Abysmal Descent" – 6:57
5. "Devoured by Naglfar" – 4:32
6. "Of Gorgons Spawned Through Witchcraft" – 4:46
7. "Unleash Hell" – 3:31
8. "Force of Pandemonium" – 5:26
9. "The Infernal Ceremony" – 1:52

Japanske bonusnumre
- "Dawn Of Eternity" (Massacre cover)
- "Emerging From Her Weepings"